# Mikkel Bryggers Gade
Mikkel Bryggers Gade er en gade i Indre By i København, der går fra Frederiksberggade (Strøget) i nordvest til Lavendelstræde i sydøst. Gaden kendes fra 1520, hvor den hed Pugestræde. Fra 1617 blev den kendt som Mikkel Bryggers Gade efter Mikkel Thomsen Brygger, der fra 1580 ejede en stor gård på hjørnet af det nuværende Frederiksberggade.
Mikkel Bryggers Gade ligger i et område, hvor praktisk taget alle bygninger gik til under Københavns brand 1795. En række bygninger langs gaden stammer derfor fra årene umiddelbart efter. Hjørneejendommene er typisk udsmykkede, mens dem indimellem har mere simple facader. En undtagelse er dog en nyere bygning fra 1910, der til gengæld rummer Københavns ældste stadigt fungerende biograf, Grand Teatret. Firmaet Acousticon, forløberen for Oticon, havde også til huse i gaden fra 1923 til 1950. De fremstillede det første danske høreapparat i 1946.

## Bygninger
Den treetages hjørneejendom Mikkel Bryggers Gade 1 / Frederiksberggade 21 blev opført i 1796-1798 for slagter Jørgen Frydenlund. I stueetagen var der oprindeligt hestestald, men den blev indrettet til butik i 1854. På anden sal er der opsat kvindefigurer parvist ved flere af vinduerne. De næste huse langs Mikkel Bryggers Gade har mere simple facader. Nr. 3 er i tre etager og opført i 1847. Nr. 3 rummede i mange årtier (indtil 1997) Ritzaus Bureau, den danske dagspresses fælles nyhedsbureau. Nr. 5 er i fire etager og opført i 1803 for David Pipper. Nr. 7 blev opført i 1801 for tømrersvenden Christen Hansen. Den er i fire etager men til gengæld smal med en facade på kun tre fag. Christen Hansen stod også bg den noget bredere fire etages nr. 9, der blev opført i 1801-1802. Hjørneejendommen Mikkel Bryggers Gade 11 / Lavendelstræde 12 blev opført i 1796-1797 for kongelig staldkarl Lars Johan Skyberg med fem etager og forhøjet med en ekstra i 1844. Ved nogle af vinduerne på første og anden sal er der parvist anbragt pilastre.
Hjørneejendommen Mikkel Bryggers Gade 2-4 / Frederiksberggade 23 blev opført på et ukendt tidspunkt før 1891, hvor den blev ombygget for ejerne tømrermester O. Køhler og apoteker V. Madvig. Ved siden af ligger den fireetages Mikkel Bryggers Gade 6, men også her er opførelsesåret ukendt. Derefter følger biografen Grand Teatret i nr. 8, hvor der har været biografvirksomhed siden 1913. Den er en del af et kompleks, der også omfatter Palace Hotel på Rådhuspladsen. Over nedgangen til en kælder fra Mikkel Bryggers Gade kan man således set et granitrelief, der viser at det er indgangen til hotellets køkken. Komplekset blev opført i 1907-1910 efter tegninger af Anton Rosen og fredet i 1985. Den fireetages hjørneejendom Mikkel Bryggers Gade 10 / Lavendelstræde 14 blev opført i 1803 af murermester Frantz Philip Lange. Her er facaden udsmykket med mønstre på anden og tredje sal, og på hjørnet set navnet Lavendelhus.